# علل انقلاب فرانسه
دلایل وقوع انقلاب فرانسه در میان مورخان انقلاب فرانسه برای دلایل منتج به وقوع آن اختلاف‌نظر قابل توجهی وجود دارد. معمولاً این مورخان وجود چندین عامل مرتبط را اذعان می‌نمایند هر چند، وزن تأثیرگذاری انتسابی برای هر کدام از آنها متفاوت است. این عوامل شامل دگرگونی فرهنگی است که معمولاً با عصر روشنگری مرتبط است. در کنار این موضوع، دگرگونی اجتماعی، مشکلات مالی و اقتصادی به همراه اقدامات سیاسی جناح‌های درگیر نیز از جمله دلایل عمده و کاملاً تأثیرگذار بود.
جامعه فرانسه برای قرن‌ها به سه طبقه یا رسته تقسیم شده بود که عبارت بودند از روحانیون که اولین و بالاترین طبقه محسوب می‌گردیدند، دومین طبقه نیز شامل نجیب‌زادگان فرانسوی بود و طبقه سوم هم متشکل از مردم عادی بود که شامل طیف وسیعی از بازرگانان، مقامات دادگاه، وکلا، دهقانان، کارگران بدون زمین (روزمزد) و خدمتکاران می‌گردید. دو طبقه نخست به تنهایی و به اتفاق یکدیگر، ۱۰٪ از جمعیت جامعه را تشکیل می‌دادند و در مقابل، طبقه سوم ۹۰٪ را شامل می‌گردید. همهٔ انواع مختلف عوارض و مالیات‌های وضع شده تنها توسط طبقه سوم پرداخت می‌گردید.

## پیشینه سیاسی
تا پیش از وقوع انقلاب، فرانسه کشوری تحت سازوکار پادشاهی مطلقه بود؛ نظامی که به رژیم پیشین مشهور شد. در عمل، اعمال قدرت سلطنت معمولاً توسط نجیب‌زادگان فرانسوی، کلیسای کاتولیک، نهادهایی همچون پارلمان قضایی، آداب و رسوم ملی و محلی و به ویژه، تهدید به فتنه کنترل می‌شد. تا پیش از سال ۱۷۸۹، آخرین تهدید جدی برای سلطنت، جنگ‌های مشهور به شورش فروند از ۱۶۴۸ تا ۱۶۵۳ و در دوران خردسالی لوئی چهاردهم بود. اگر چه در دوران پیش از سلطنت لوئی سیزدهم نیز کشور شاهد حرکت به سمت تمرکز و یکپارچگی بود. دوران بزرگسالی سلطنت لویی سیزدهم اوج قدرت سلطنت فرانسه را نشان داد. برنامه‌ریزی‌های وی برای تحت کنترل در آوردن اشراف شامل دعوت از آنها برای اقامت در کاخ مجلل ورسای در کنار شرکت جستن در تشریفات پیچیدهٔ دربار به همراه مراعات آداب و رسوم معاشرت درباری و اشرافی دقیق بود.